# ジガワ州

ジガワ州
Jigawa State、 𞤤𞤫𞤴𞤮𞤤 𞤶𞤭𞤺𞤢𞤱𞤢州の愛称: 新世界

ジガワ州（ジガワしゅう、英語：Jigawa State、フラニ語: Leydi Jigawa 𞤤𞤫𞤴𞤮𞤤 𞤶𞤭𞤺𞤢𞤱𞤢） はナイジェリア北部の州。州都はドゥツェ。北緯11度から13度、東経8度から10度15分に位置し、北東にヨベ州、南東にバウチ州、南西にカノ州、北西にカツィナ州、北はニジェールのザンデール州と接し、サハラ交易のルートであった。これに因んで国境の町マイガタリは自由貿易区に指定されている。

## 歴史
- 1991年 - 旧カノ州の北東部が分割され設置。
- 2022年8月 - 豪雨による水害が発生。50人以上が死亡し、多くの住宅が損壊。住民は避難を強いられた[1]。
- 2024年10月15日 - タンクローリーが爆発して147人が死亡する事故が発生。死者はタンクローリーが道路で横転した際、住民が流れ出た燃料を求めて殺到して爆発に巻き込まれたもの[2]。

## 地理
ジガワ州一帯はなだらかな丘陵地で州内には多くの砂丘がある。東北部の岩盤はチャドで形成された堆積岩である。主な川はハデジャ、カフィンを通るヨベ川の支流ハデジャ川と南部を通るジャマアレ川でラムサール条約登録地であるハデジャ＝ングル湿地を形成する。近年人口増加と灌漑などでチャド湖への流量がなくなっている。

### 植生
スーダンサバンナ帯からギニアサバンナ帯に属し、森林面積は14.8%とナイジェリア平均を大きく下回る。自然要因と人為要因の両方で北部では砂漠化が進行している。スーダンサバンナでは大規模に放牧が行われ、肥沃な耕地ではあらゆる種類の熱帯作物が作られている。

## 住民
ハウサ族、フラニ族が多数派である。ハデジャ首長国周辺の北東部ではカヌリ人が多い。少数のバダ族も北東部にいる。主要3民族は古くから通婚し、何れもイスラム教徒である。
2001年の総人口は約360万人で平均寿命がおよそ52歳、生涯出生数が約6.2人、村落居住率が90%、男女比率は男性50.8%・女性49.2%であった。年齢分布は2002年の基礎的福祉指標調査 (CWIQ) では、15歳以下の若者が人口の45.2%で、15歳から59歳の間が49.0%、60歳以上が5.8%だった。これは生産人口に対する非生産人口がほぼ1であることを示す。
世帯人数は6.7人でほぼ全ての世帯主は男性だった。60%の世帯主は自営農業者で、約3分の2の世帯主は一夫一婦制だった。識字率は37%（女性22%、男性51%）でこの2,3年に通学率が改善されたが、男女間の差異は明白に残っている。給水部門の基本指標は飲料水の利用が90%以上であることを示す。これはナイジェリアで最高のものの一つである。2002年のCWIQは高品質で安全な飲料水（水道水、手動ポンプ、保護された井戸）の利用が約63%と低いながら、約3分の2の家庭には公衆衛生の手段があることを示した。サバンナに住む住民のおよそ5分の2は医療を受けていたが、都市部の医療受診率は55%でより高かった。CWIQではサバンナ援助に相談した人々の平均70%がサービスに満足感を表明した。

## 州政府
ジガワ州には30の州選挙区と11の連邦選挙区、3上院区が置かれている。27の地方行政区には2004年第5号法により77の開発区が置かれた。州政府機関は大臣部門、非大臣部門、国家部門に分かれそれぞれの上院区に置かれている。州政府は農業以外での最大の雇用主であり、社会経済的に大きな影響力を持ち、開発を刺激した。カノ州以来「都市国家症候群」を解消し郊外開発に繋がっている。

### 地方行政区
ジガワ州には 27 の地方行政区 (LGA) が置かれている。
| - アウヨ - ガガラワ - カズアレ - カフィン＝ハウサ - ガルキ - キヤワ - キリ＝カサマ | - クアガマ - グウィワ - グメル - グリ - グワラム - ジャフン - スレ＝タンカカル | - タウラ - ドゥツェ - ハデジャ - バブラ - ビリニワ - ビルニン＝クドゥ - ブジ | - マイガタリ - マラム＝マドゥリ - ミガ - ヤンクワシ - リンギム - ロニ |

## 経済
経済の中心は農業を中心とした非公式部門である。80%以上の住民は農業か畜産に関わる。商業も小規模で農産品や家畜、日用品が主である。他には、鍛冶、革細工、仕立、自動車修理、金属工場、大工、革鞣し、染色、食品加工、石工などである。近代産業は根付いていないが、特に食品加工と他の農業関連部門で近代化の傾向がある。これらの産業は前知事のサミヌ・トゥラキの始めた情報通信技術プログラムの助成を受けた。
連邦統計局は2001年、ジガワ州の一人当たり年平均総収入が3万5千ナイラ（290米ドル）で貧困率が高いと示した。しかし、2002年のCWIQは、住民の5分の2以上が自身を貧しいと思っていないことを示した。
道路、電気、電話、情報技術等のインフラの整備が進められており、電力会社の設立、広帯域インターネットの普及など投資拡大が図られた。

## 国際機関
ジガワ州では世界銀行、国際連合開発計画 (UNDP), 国際連合児童基金 (UNICEF), 英国際開発省 (DFID) などの国際機関やNGOが活動している。他に国際復興開発銀行 (IBRD), 国際農業開発基金 (IFAD), 米アフリカ開発基金 (USADF) などの国際開発機関が公共支出管理や保健システム、司法改革などのプログラムを実施している。

## 脚註
1. ↑  “ナイジェリア北部で豪雨、死者50人”.   CNN (2022年8月16日). 2022年8月16日閲覧。
2. ↑  “ナイジェリアでタンクローリー爆発 140人以上死亡 価格急騰の燃料求め住民が殺到、被害拡大か”.   TBS (2024年10月17日). 2025年1月20日閲覧。
3. ↑  JIGAWA STATE ECONOMIC EMPOWERMENT AND DEVELOPMENT STRATEGY, UNDP, 2002.